# Claudio Fazzone
Claudio Fazzone (Fondi, 7 ottobre 1961) è un politico italiano, dal 28 aprile 2006 senatore della Repubblica per Forza Italia e Il Popolo delle Libertà.

## Biografia
Funzionario del S.I.S.De. in aspettativa, aderisce prima alla Democrazia Cristiana e poi al Partito Popolare Italiano nel 1994, seguendo le orme del suo "maestro politico" Nicola Mancino, conosciuto nel '94. Entra in politica attiva passando nel 1995 a Forza Italia e collabora con la deputata Maria Burani Procaccini; diventa anche coordinatore provinciale di Forza Italia a Latina. Dal 1995 al 2004 ricopre l'incarico di assessore esterno nelle giunte provinciali di Latina di centrodestra presiedute da Paride Martella; è anche vicepresidente della provincia dal 1999 a 2004.
Alle elezioni regionali nel Lazio del 2000 si candida con Forza Italia, a sostegno del presidente della Commissione di Vigilanza Rai Francesco Storace, venendo eletto nel collegio di Latina con 25.134 preferenze in consiglio regionale del Lazio, di cui diventa presidente. Rieletto nel 2005 con 36.984 preferenze, si dimette nel 2006 (gli subentra Romolo Del Balzo) perché eletto al Senato della Repubblica alle elezioni politiche di quell'anno nella circoscrizione Lazio. Alle elezioni politiche del 2008 è rieletto nel medesimo collegio.
Nel 1996 è stato nominato vicepresidente della Società immobiliare IMOF per la realizzazione - a Fondi - del più grande mercato ortofrutticolo d’Italia; nel 2002 è diventato presidente della Società Pubblica /Privata Acqualatina spa, che gestisce il servizio idrico integrato nell’Ambito Territoriale Ottimale n.4 — Lazio Meridionale.
Il territorio del comune di Fondi è considerato feudo elettorale del senatore Fazzone, che dal 2014 è anche coordinatore regionale di Forza Italia nel Lazio.
Laura Garavini, capogruppo del PD alla Commissione Antimafia della Camera dei deputati dal 2008 al 2013, ha presentato un'interrogazione parlamentare, rivolta al ministro dell'Interno, Roberto Maroni, chiedendo informazioni su una società di Fondi che possiederebbe una struttura industriale situata in un'area interessata da una variante urbanistica e della quale sarebbero soci l'ex sindaco di Fondi, Luigi Parisella e il senatore del Pdl Claudio Fazzone.
A una settimana da una manifestazione di piazza per la messa all'ordine del giorno del Consiglio dei ministri della proposta prefettizia di scioglimento del Consiglio comunale di Fondi per infiltrazione mafiosa, il 2 ottobre 2009, mentre il Consiglio dei ministri ne discuteva su proposta del ministro Maroni, sindaco e consiglieri di maggioranza di Fondi si dimettevano in blocco, su invito del senatore Claudio Fazzone. La mossa fu contestata dal senatore Stefano Pedica, perché avrebbe potuto consentire a Luigi Parisella di ricandidarsi dopo il periodo di commissariamento. Il Governo si sarebbe dovuto pronunciare sulla richiesta di scioglimento per infiltrazione mafiosa entro metà ottobre 2009.
Alle elezioni comunali nel Lazio del 2010 l'amministrazione comunale uscente di Fondi viene confermata; anche alle elezioni regionali nel Lazio del 2010 il senatore è rieletto nel consiglio regionale per il Popolo della Libertà con 28.817 preferenze nella circoscrizione di Latina, pur rinunciando al seggio in quanto incompatibile con la carica di senatore. Il confortante risultato personale lo ha indotto ad organizzare una opposizione frontale verso il sindaco di Latina Vincenzo Zaccheo, a lui ostile, culminata con le dimissioni dei consiglieri comunali vicini al senatore e la conseguente caduta del sindaco.
Rieletto senatore per il PdL alle elezioni politiche del 2013, diventa vicepresidente della I Commissione Affari Costituzionali del Senato. Il 21 gennaio 2015 è riconfermato vicepresidente della Commissione Affari Costituzionali del Senato per l'opposizione.
Il 16 novembre 2013, con la sospensione delle attività del Popolo della Libertà, aderisce alla rinascita di Forza Italia, venendo nominato il 4 gennaio 2014 da Silvio Berlusconi coordinatore regionale di Forza Italia nel Lazio e diventando il successivo 24 marzo membro del Comitato di Presidenza del patito.
Alle elezioni politiche del 2018 viene ricandidato e rieletto al Senato nel collegio uninominale Lazio - 09 (Latina) per la coalizione di centro-destra, ottenendo il 43,65% e superando il candidato del Movimento 5 Stelle Rosario Calabrese (34,24%) e quello del Partito Democratico Claudio Moscardelli (15,11%).
Nel dicembre 2019 è tra i 64 firmatari (di cui 41 di Forza Italia) per il referendum confermativo sul taglio dei parlamentari: pochi mesi prima i senatori berlusconiani avevano disertato l'aula in occasione della votazione sulla riforma costituzionale.
Alle elezioni politiche anticipate del 2022 viene eletto al Senato nel collegio uninominale Lazio - 06 (Latina), sostenuto dalla coalizione di centro-destra, con il 54,33% dei voti e superando i candidati del centro-sinistra Sergio Messore (18,47%) e del Movimento 5 Stelle Anna Sacchetti (16,29%). Nella XIX legislatura è presidente della 8ª Commissione Ambiente, transizione ecologica, energia, lavori pubblici, comunicazioni, innovazione tecnologica e membro della Commissione parlamentare per la semplificazione, oltre a presentare un disegno di legge che propone di riaprire le case di tolleranza, seppure in una forma diversa. L'11 marzo 2024 presenta in Senato il disegno di legge "Disposizioni per la riattivazione delle centrali nucleari esistenti sul territorio nazionale e la costruzione di nuovi impianti di produzione di energia nucleare".

## Procedimenti giudiziari
- Il 17 febbraio 2010 viene aperta un'inchiesta sul ruolo di Fazzone nella vicenda delle lettere di raccomandazione inviate all'ex manager della Asl Benito Battigaglia. L'inchiesta viene assegnata al sostituto procuratore Raffaella Falcione[10].
- Il 22 aprile 2015 viene sequestrata la villa di Fondi, intestata alla moglie, per lottizzazione abusiva. L'inchiesta era iniziata nel 2005. Fazzone non era direttamente tra gli imputati, non essendo intestatario dell'immobile[11].
- Il 18 novembre 2023 viene indagato per corruzione per l’esercizio della funzione dalla procura di Latina, con l'accusa di aver ricevuto favori per far ottenere a una scuola paritaria di Fondi (paese d’origine) la proroga di un corso finanziato con risorse pubbliche, nonché per interessarsi alla sistemazione lavorativa della figlia del dirigente regionale Massimo Luciano.[12]

## Curiosità
È un tifoso molto accanito della squadra di calcio della sua città: Società Sportiva Racing Club Fondi.